# Colura karstenii
Colura karstenii là một loài Rêu trong họ Lejeuneaceae. Loài này được K.I. Goebel mô tả khoa học đầu tiên năm 1891.